# 曹怀东
曹懷東（1959年—），江苏武进人，美國理海大學数学系讲座教授、中国清華大學講席教授、旅美數學家1。

## 简历
1977年考上清華大學。
到美國普林斯頓大學留學，師從丘成桐。
1986年獲得美國普林斯頓大學授予的博士學位。
1991年－1993年間获得艾尔弗·斯隆基金会基础研究奖金。
2004年獲得约翰·西蒙·古根海姆纪念基金会奖金。
到2006年为止在美國理海大學数学系當讲座教授，同時兼任中国清華大學講席教授，受到了中国國家自然科學基金委的資助。

## 重要成就
2006年6月3日，曹懷東和朱熹平以一篇长达300多页的论文宣稱補全了佩雷爾曼對於龐加萊猜想證明中的漏洞，給出了完全證明。
1997年朱熹平就开始了龐加萊猜想的研究，而曹懷東的老师丘成桐向来对龐加萊猜想關注，20世纪80年代，即2006年约20年前，曹懷東与其“師兄弟”亦开始关注龐加萊猜想。
之前丘成桐在20世纪70年代就創立了某幾何分析學派。美國數學家理查德·哈密顿而後提出的一個方程就是幾何分析中的重要方程。2002年至2003年，俄羅斯數學家佩雷爾曼解決了龐加萊猜想中的一些瓶頸，被數學界公認為是龐加萊猜想的證明者。龐加萊猜想再次引起國際學術界的強烈關注。 
2003年5月到6月份之间开始，曹懷東和朱熹平開始集中来證明龐加萊猜想，直到2005年的夏天基本完成，後面又有一些小修改。
2006年6月3日，曹懷東和朱熹平公开声稱他们補全了佩雷爾曼對於龐加萊猜想證明中的漏洞，給出了完全證明。他們的證明運用了理查德·哈密顿和佩雷爾曼的理論，成功處理了猜想中奇異點的難題，以專刊的方式刊載在美國出版的《亞洲數學期刊》六月號。但是目前這個證明還沒有得到完全驗證。如果該證明成立，則為近年來中國數學家最大的成就之一。惟曹、朱二人在亞洲數學期刊的龐加萊猜想證明完全未經正常審核程序既逕發表，《紐約客》雜誌的文章《Manifold Destiny （页面存档备份，存于）》懷疑丘成桐以該期刊主編之便，發表利於自己團隊的成果；丘成桐與亞洲數學期刊的編輯群並未對此可能之弊端提出辯駁。佩雷爾曼表示曹、朱二人的證明‘看不出新意’。
同年秋天，曹懷東與朱熹平的論文中，當中的內容，被發現與Bruce Kleiner及John Lott於2003年對佩雷爾曼第一篇論文預印本所做筆記，兩者之間有相當多段落逐字吻合。曹懷東與朱熹平宣稱當時忘記他們曾經把這些內容抄錄到他們的筆記中，在12月，他們發表一個修改後的論文版本《龐加萊猜想與幾何化猜想的漢米爾頓－佩雷爾曼證明》（Hamilton-Perelman's Proof of the Poicare Conjecture and the Geometrization Conjecture），不再宣稱他們給與完全證明，而只是對漢米爾頓－佩雷爾曼證明作出詳細闡述。

## 注解
^  注解1：曹懷東為人低调，他的生平並不清楚。例如在2006年6月3日，曹懷東與朱熹平公开声明证明龐加萊猜想后，各報導并无其详细资料。